# 앤드루 와이브렉트
앤드루 와이브렉트(영어: Andrew Weibrecht, 1986년 2월 10일~)는 미국의 은퇴한 알파인 스키 선수이다.